# Cassius Chaerea
Cassius Chaerea, död i januari 41, var chiliarchus (tribun) i praetoriangardet under kejsar Caligula. År 41 mördade Chaerea och två andra soldater Caligula.

## Biografi
Chaerea tjänstgjorde som centurion under fältherren Germanicus i Germania Inferior. Han deltog i kväsandet av myteriet där omedelbart efter kejsar Augustus död år 14.
Under Caligula var Chaerea chiliarchus (av latin chīlias, "tusen") i praetoriangardet, det vill säga anförare för 1 000 man. Caligula ska ha hånat Chaerea för dennes påstådda feminina framtoning; Caligula kallade Chaerea bland annat för "tjejen".
Chaerea kunde inte längre uthärda Caligulas hån och planerade att mörda honom i samband med de palatinska spelen i januari år 41. Efter förmiddagens föreställningar den 24 januari bestämde sig Caligula för att gå till sitt privata bad. I cryptoporticus anföll Chaerea, Cornelius Sabinus och en tredje praetorian kejsaren och högg ihjäl honom. Även Caligulas hustru Milonia Caesonia och dotter Julia Drusilla mördades.
Chaerea dömdes därefter till döden och avrättades med svärd.